# Lianshui
Lianshui är ett härad som lyder under Huai'ans tad på prefekturnivå i Jiangsu-provinsen i östra Kina. Det ligger  omkring 210 kilometer norr om provinshuvudstaden Nanjing. 